# 麹町駅
麴町駅（こうじまちえき）は、東京都千代田区麹町三丁目にある、東京地下鉄（東京メトロ）有楽町線の駅である。駅番号はY 15。

## 歴史
- 1974年（昭和49年）10月30日：帝都高速度交通営団（営団地下鉄）有楽町線の駅として開業。両端駅（池袋駅、銀座一丁目駅）の自動改札化に伴い、自動券売機では、開業当初から磁気化券が発売されていた。
- 2004年（平成16年）4月1日：帝都高速度交通営団（営団地下鉄）民営化に伴い、当駅は東京地下鉄（東京メトロ）に継承される[2]。
- 2007年（平成19年）3月18日：ICカード「PASMO」の利用が可能となる[3]。
- 2011年（平成23年）11月12日：ホームドアの使用を開始[4]。

## 駅構造
3層式構造の地下駅。地下1階部分にコンコース・改札口があり、地下2階が1番線ホーム、地下3階が2番線ホームとなっており、どちらも進行方向の右側に単式ホームが設置されている。なお、改札階を通らずに両フロアのホームを行き来することはできない。このような構造になっている理由は、地上の道路の幅が狭いためである。

### のりば

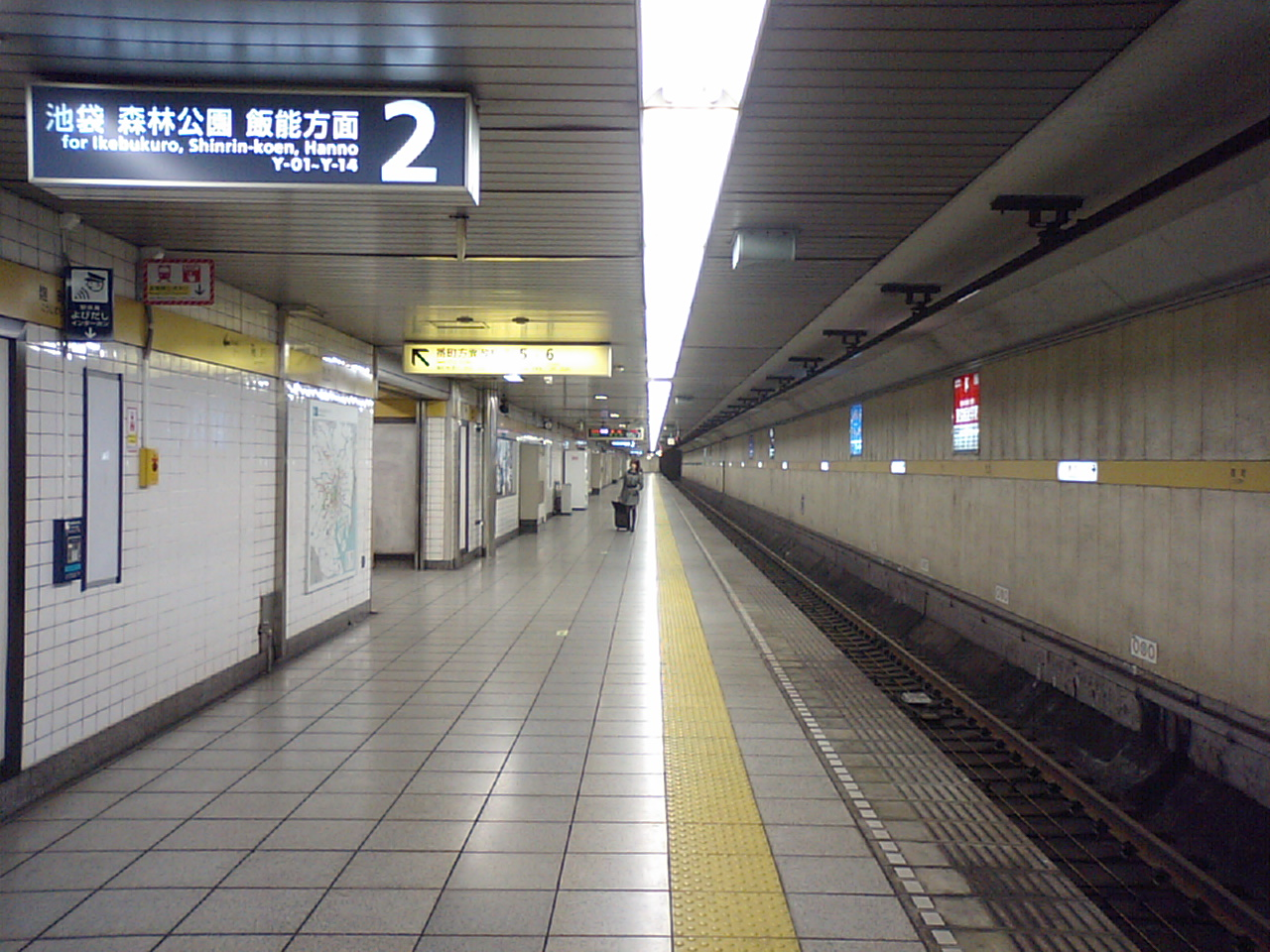
2番線ホーム

| 番線 | 路線     | 行先                       |
| ---- | -------- | -------------------------- |
| 1    | 有楽町線 | 新木場方面                 |
| 2    | 有楽町線 | 和光市・森林公園・飯能方面 |

（出典：東京メトロ:構内図）
- 2番線ホーム

### 発車メロディ
2011年11月12日からスイッチ制作の発車メロディ（発車サイン音）を使用している。
曲は1番線が「キューティー電車」、2番線が「きらめき電車」（いずれも福嶋尚哉作曲）である。

## 利用状況
2024年度の1日平均乗降人員は56,238人であり、東京メトロ全130駅中69位。有楽町線（副都心線共用区間和光市駅 - 池袋駅間を含む）の単独駅では最多である。
近年の1日平均乗降・乗車人員推移は下表の通り。
| 年度               | 1日平均 乗降人員 | 1日平均 乗車人員 | 出典     |
| ------------------ | ---------------- | ---------------- | -------- |
| 1990年（平成02年） |                  | 31,532           | [ * 1 ]  |
| 1991年（平成03年） |                  | 31,434           | [ * 2 ]  |
| 1992年（平成04年） |                  | 30,649           | [ * 3 ]  |
| 1993年（平成05年） |                  | 29,444           | [ * 4 ]  |
| 1994年（平成06年） |                  | 28,353           | [ * 5 ]  |
| 1995年（平成07年） |                  | 28,306           | [ * 6 ]  |
| 1996年（平成08年） |                  | 28,203           | [ * 7 ]  |
| 1997年（平成09年） |                  | 28,110           | [ * 8 ]  |
| 1998年（平成10年） |                  | 27,690           | [ * 9 ]  |
| 1999年（平成11年） |                  | 26,500           | [ * 10 ] |
| 2000年（平成12年） |                  | 26,710           | [ * 11 ] |
| 2001年（平成13年） |                  | 27,512           | [ * 12 ] |
| 2002年（平成14年） | 56,668           | 27,132           | [ * 13 ] |
| 2003年（平成15年） | 54,543           | 25,970           | [ * 14 ] |
| 2004年（平成16年） | 50,712           | 24,967           | [ * 15 ] |
| 2005年（平成17年） | 52,578           | 25,888           | [ * 16 ] |
| 2006年（平成18年） | 54,889           | 27,230           | [ * 17 ] |
| 2007年（平成19年） | 56,348           | 27,888           | [ * 18 ] |
| 2008年（平成20年） | 55,276           | 27,321           | [ * 19 ] |
| 2009年（平成21年） | 53,560           | 26,458           | [ * 20 ] |
| 2010年（平成22年） | 52,399           | 25,917           | [ * 21 ] |
| 2011年（平成23年） | 51,325           | 25,509           | [ * 22 ] |
| 2012年（平成24年） | 54,843           | 27,101           | [ * 23 ] |
| 2013年（平成25年） | 58,149           | 28,819           | [ * 24 ] |
| 2014年（平成26年） | 59,871           | 29,693           | [ * 25 ] |
| 2015年（平成27年） | 61,119           | 30,309           | [ * 26 ] |
| 2016年（平成28年） | 63,526           | 31,485           | [ * 27 ] |
| 2017年（平成29年） | 65,797           | 32,660           | [ * 28 ] |
| 2018年（平成30年） | 66,433           | 32,981           | [ * 29 ] |
| 2019年（令和元年） | 65,607           | 32,582           | [ * 30 ] |
| 2020年（令和02年） | 43,592           |                  |          |
| 2021年（令和03年） | 44,936           |                  |          |
| 2022年（令和04年） | 49,806           |                  |          |
| 2023年（令和05年） | 54,142           |                  |          |
| 2024年（令和06年） | 56,238           |                  |          |

## 駅周辺

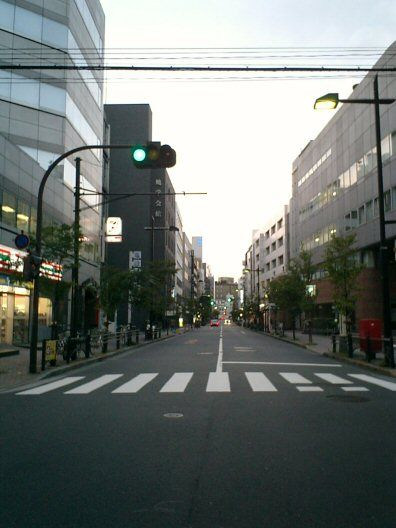
麹町駅の地上部分から市ケ谷駅方向を撮影（麹町駅とその周辺区間はこの「日本テレビ通り」の地下に建設されている。なお右側は解体前の日本テレビ放送網麹町分室社屋）

かつては駅北端に隣接して日本テレビ放送網本社屋があり、本社が汐留の日本テレビタワーに移転後、旧・本社屋を麹町分室と変更するまでは当駅の入口が同社のテレビ番組に映ることが多かった。また、6番出入口のすぐ横は『ズームイン!!朝!』などの番組で使用されたマイスタジオだったため、見学客と共に駅利用客が出入りする姿も映っていた。さらに、駅敷地内にも日本テレビ構内への出入口があり、コンコースの途中に日テレ学院の入口があった。2019年1月、番町スタジオの稼働に伴い麹町分室は閉鎖・解体され、出入口も改修により壁面となっている。
- 千代田区役所 麹町出張所・麹町区民館
- 千代田区立四番町図書館
- いきいきプラザ一番町
- ベルギー大使館
- イスラエル大使館
- ポルトガル大使館
- アイルランド大使館
- ルクセンブルク大使館
- 千代田区立麹町中学校
- グロービス経営大学院大学東京校
- 城西大学本部・東京紀尾井町キャンパス
- 河合塾麴町校
- 麹町学園女子中学校・高等学校
- 千代田一番町郵便局
- 東京グリーンパレス
  - 全国市町村職員共済組合連合会
- ソニー・ミュージックエンタテインメント六番町本社ビル
- ニップン本社
- 海事センタービル
  - 海技振興センター
  - 海事センタービル内郵便局
- 文藝春秋本社
- 鉄道弘済会
- セブン&アイ・ホールディングス本社
- 全国教育文化会館（エデュカス東京） - 3階に全日本教職員組合（全教）が入居している。
- 日本テレビ番町スタジオ
- 参議院麹町議員宿舎
- ココスナカムラ 麹町店
- 新宿通り（国道20号）
- 善国寺坂
- 半蔵門駅・四ツ谷駅 - いずれも当駅から徒歩数分。正式な乗り換え駅ではない。

## バス路線
最寄り停留所は「麹町四丁目」と「番町」である。
麹町四丁目
- 都営バス
  - 都03系統：晴海五丁目ターミナル行・東京駅丸の内北口行 / 四谷駅行
  - 宿75系統：三宅坂行 / 新宿駅西口行
  - 橋63系統：小滝橋車庫前行 / 新橋駅前行
- 日立自動車交通
  - 千代田区「風ぐるま」：麹町ルート

番町
- 都営バス
  - 橋63系統：小滝橋車庫前行 / 新橋駅前行
- 日立自動車交通
  - 千代田区「風ぐるま」：富士見・神保町ルート

## 隣の駅
東京地下鉄（東京メトロ）
 有楽町線
市ケ谷駅 (Y 14) - 麹町駅 (Y 15) - 永田町駅 (Y 16)